# Mouzon, Ardennes
 Mouzon  là một xã ở tỉnh Ardennes, thuộc vùng Grand Est ở phía bắc nước Pháp.